# Bull Mountain
Bull Mountain es un lugar designado por el censo ubicado en el condado de Washington en el estado estadounidense de Oregón. En el año 2010 tenía una población de 9.133 habitantes.

## Geografía
Bull Mountain se encuentra ubicado en las coordenadas 45°24′47.56″N 122°50′12.88″O / 45.4132111, -122.8369111.